# José Carlos Barreto de Santana
José Carlos Barreto de Santana (Feira de Santana, 1955) é um geólogo de formação, historiador da ciência e professor brasileiro da Universidade Estadual de Feira de Santana (UEFS), instituição na qual exerceu dois mandatos como reitor. É graduado em Geologia pela Universidade Federal da Bahia (UFBA) e doutor em História Social pela Universidade de São Paulo (USP). Compõe o corpo docente do Programa de Pós-Graduação em Ensino, Filosofia e História das Ciências, realizado conjuntamente pela UFBA e pela UEFS.
Apesar da formação em Geologia, é reconhecido pesquisador sobre Euclides da Cunha e sua obra. É autor da obra Ciência e Arte: Euclides da Cunha e as Ciências Naturais, lançada pela Editora Hucitec em 2001, onde apresenta-se a reconstituição da trajetória literária e científica de Euclides da Cunha. Além desta obra, um outro trabalho também referenciando Euclides, especificamente sua obra Os Sertões, foi incluído na fortuna crítica do escritor cantagalense cuja nova edição completa foi lançada pela Editora Nova Aguilar no centenário de sua morte. Coube ao professor de literatura brasileira Paulo Roberto Pereira, docente da Universidade Federal Fluminense (UFF), a organização da fortuna crítica de Euclides nesta nova edição.
Foi reitor da UEFS pela primeira vez no mandato iniciado em 2007 e finalizado em 2011, tendo como vice reitor o Professor Washington Moura. Durante o primeiro mandato, em 2010, José Carlos sucedeu o então reitor da Universidade Estadual do Sudoeste da Bahia (UESB), Abel Rebouças São José, na presidência do Fórum de Reitores das Universidades Estaduais da Bahia. Foi reeleito reitor para o quadriênio 2011-2015, concorrendo neste pleito à reitoria ao lado do professor e então candidato a vice-reitor Genival Corrêa de Souza na composição da chapa intitulada Mais UEFS, obtendo a maioria absoluta dos votos entre os funcionários, os professores e os estudantes.